# Steven Dean Moore
Steven Dean Moore je americký režisér animace. Na svém kontě má 65 epizod televizního seriálu Simpsonovi a několik epizod seriálu Rugrats. Byl také jedním ze čtyř režisérů částí Simpsonových ve filmu. V roce 2002 byl nominován na cenu Emmy. Moore byl jedním z hlavních animátorů poslední velké produkce společnosti Filmation, animovaného seriálu BraveStarr. Když studio v zimě roku 1989 ukončilo činnost, přešel pracovat do studia Klasky-Csupo, po němž na počátku 90. let následovala společnost Film Roman.

## Režijní filmografieSimpsonových
6. řada
- Kolem Springfieldu

7. řada
- Nemáš se čím chlubit, Marge
- Homer ve službě

8. řada
- Rozdělený Milhouse
- Akta S
- Představují se Itchy, Scratchy a Poochie
- V tebe věříme, ó Marge

9. řada
- Ředitel Skinner a seržant Skinner
- Dvě paní Nahasapímapetilonové
- Radost ze sekty
- Homer horolezcem

10. řada
- Bart v úloze matky
- Speciální čarodějnický díl
- Sportovní neděle
- Outsider-art

11. řada
- Cáklý Max jedna
- Osm raubířů
- Nemožný misionář
- Šílená a ještě šílenější Marge

12. řada
- Líza na větvi
- Nová chlapecká kapela

13. řada
- Telecí léta
- Malověrná Líza
- Může za to Líza

14. řada
- Bart versus Líza versus 3. A
- Kdo chce zabít Homera?
- Vraťte mi hvězdnou oblohu

15. řada
- Speciální čarodějnický díl
- Patnácté Vánoce u Simpsonů
- Chytrý a chytřejší
- Nepřátelé státu

16. řada
- Homerův a Nedův poslední výkop
- Požírač srdcí

17. řada
- Milhouse z písku a mlhy
- Simpsonovské vánoční zkazky
- Million Dollar Abie

18. řada
- O jazzu a jiné zvířeně

19. řada
- Vše o Líze

20. řada
- MyPody a sousedi
- Jak to vlastně bylo aneb Zfalšované volby
- Cesta do Homeriky

21. řada
- Bratříčku, kde jsi?
- První meta dobyta
- Suď mě něžně

22. řada
- Hrátky s Montym
- Haluze nocí Svatojánských

23. řada
- Bartův nový hrdina
- Muž v modrých flanelových kalhotách
- Zavíráme krám

24. řada
- Speciální čarodějnický díl XXIII
- Panu Burnsovi s láskou
- Po čem animované ženy touží
- Výročí ve vlaku

25. řada
- Vzpomínky na bílé Vánoce
- Válka umění

26. řada
- Šáša na odpis
- Kapela otců
- Čekání na Duffmana

27. řada
- Speciální čarodějnický díl XXVI
- Cesta ke slávě
- Veterinářka Líza

28. řada
- Speciální čarodějnický díl XXVII
- Hříchy našich otců
- Klobouk plný viny
- Město psů

29. řada
- Opus slečny Lízy
- Šášovy strachy

30. řada
- Úžasné místo
- Můj táta je bůh
- Tíha lásky
- Kriminálka Springfield

31. řada
- Šťastné a ukradené
- Frinkcoin

32. řada
- Speciální čarodějnický díl XXXI
- Tři nesplněná přání

33. řada
- Bart je v base!
- Smithers v žáru lásky
- Značkový Bart